# Shengang (Taichung)
Shengang (chinesisch 神岡區, Pinyin Shéngāng Qū) ist ein Bezirk (區,  Qū) der Stadt Taichung auf Taiwan, Republik China.

## Lage
Shengang liegt im Norden des sogenannten Taichung-Beckens, einige Kilometer nördlich der historischen Krenstadt von Taichung (in den Grenzen vor 2010) am nordöstlichen Rand der Dadu-Hochebene (大肚臺地). Die nördliche Begrenzung wird vom Fluss Dajia oder Dajia Xi (大甲溪,  Dàjiǎ Xī) gebildet. Der Bezirk hat eine Ost-West-Ausdehnung von etwa 7 Kilometern und eine Nord-Süd-Ausdehnung von etwa 4 bis 5 Kilometern. Das Ortsklima entspricht nach Köppen & Geiger einem subtropisch feuchten Monsunklima mit einer Jahresmitteltemperatur von 22 °C ohne große jahreszeitliche Temperaturunterschiede. Der Jahresniederschlag liegt zwischen 1800 und 2000 mm und konzentriert sich in den Sommermonaten. Die Taifunzeit dauert von August bis September, wobei nur wenige Taifune direkt in das Gebiet eindringen.
Die benachbarten Stadtbezirke sind Qingshui im Westen, Fengyuan im Osten, Houli im Norden und Daya sowie Tanzi im Süden. Westlich von Shengang liegt der Internationale Flughafen Taichung.

## Geschichte
Die ersten han-chinesischen Einwanderer kamen im 17. Jahrhundert aus der Provinz Guangdong und benannten die Gegend Xinguangzhuang (新廣莊), mit der Bedeutung „neue weite Ebene“. Da Xinguang auf Kantonesisch ähnlich klingt wie Shengang setzte sich allmählich infolge von Fehltraduktionen die letztere Benennung und Schreibweise für den Ort durch. Zur Zeit der Herrschaft Zheng Chenggongs und seiner Nachfolger (1662–1682) gehörte das Gebiet von Shengang zum Kreis Tianxing (天興州). In der Anfangsphase der Qing-Herrschaft (ab 1683) unterstand das Gebiet dem Kreis Zhuluo (諸羅縣) und ab 1723 dem neu gebildeten Kreis Changhua. Zur Zeit der japanischen Herrschaft (1895–1945) erfolgte 1920 eine größere Verwaltungsreform, in deren Rahmen das Dorf Shengang (神岡庄,  Shéngāng Zhuāng) im Bezirk Fengyuan in der Präfektur Taichū gebildet wurde. Nach der Übernahme Taiwans durch die Republik China 1945 wurde aus dem Dorf Shengang die Landgemeinde Shengang (神岡鄉,  Shéngāng Xiāng) im Landkreis Taichung. Am 25. Dezember 2010 wurde der gesamte Landkreis in die Stadt Taichung eingegliedert und Shengang erhielt den Status eines Stadtbezirks (區,  Qū).

## Bevölkerung
Im April 2020 lebten 1009 Angehörige indigener Völker im Bezirk, entsprechend einem Bevölkerungsanteil von 1,5 %. Die größten Gruppen bildeten die Amis (293), Paiwan (274) und Bunun (244).
| Gliederung von Shengang |
|                         |

## Verwaltungsgliederung
Shengang ist in 16 Ortsteile (里, Li) unterteilt:
1 Fengzhou (豐洲里)

2 Dashe (大社里)

3 Anli (岸裡里)

4 Sanjiao (三角里)

5 Shenan (社南里)

6 Shekou (社口里)

7 Shenzhou (神洲里)

8 Xizhou (溪洲里)

9 Zhuanghou (庄後里)

10 Beizhuang (北庄里)

11 Zhuangqian (庄前里)

12 Shengang (神岡里)

13 Shanpi (山皮里)

14 Zunqian (圳前里)

15 Zundu (圳堵里)

16 Xinzhuang (新庄里)

## Wirtschaft
Grundlage der Wirtschaft Shengangs ist das verarbeitende Gewerbe und die Industrie. Schwerpunktmäßig ist diese in den Ortsteilen Anli, Fengzhou, Shenan, Xinzhuang, u. a. angesiedelt, wo sich Fabriken für elektronische Bauteile, sowie metall-, holz- oder kunststoffverarbeitende Betriebe finden. Einen Entwicklungsschwerpunkt der letzten Jahre bildet der Wissenschafts- und Technologiepark Fengzhou (豐洲科技園區,  Fēngzhōu kējì yuánqū).

## Verkehr

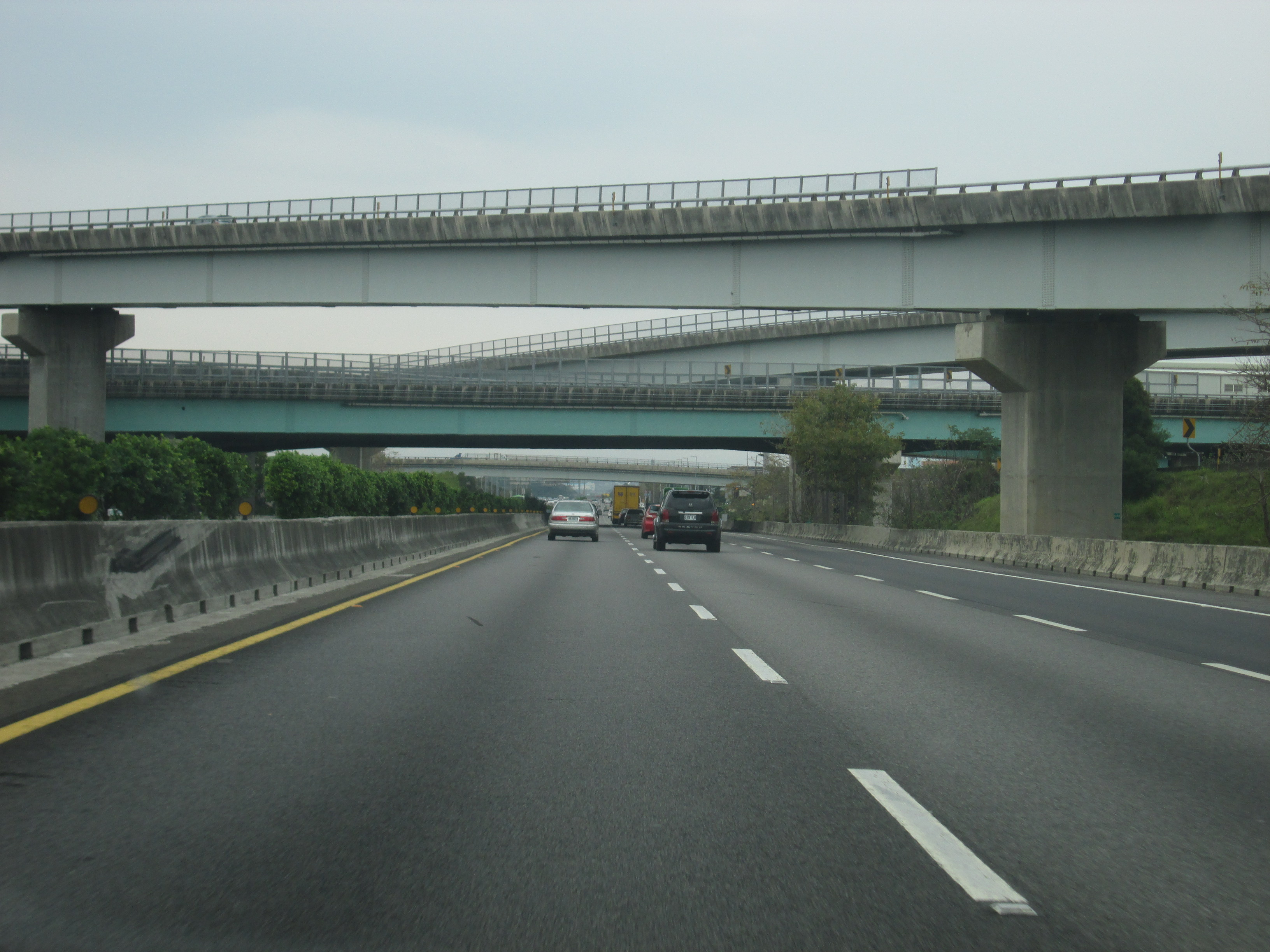
Autobahnkreuzung zwischen der Nationalstraße 3 und der Nationalstraße 4

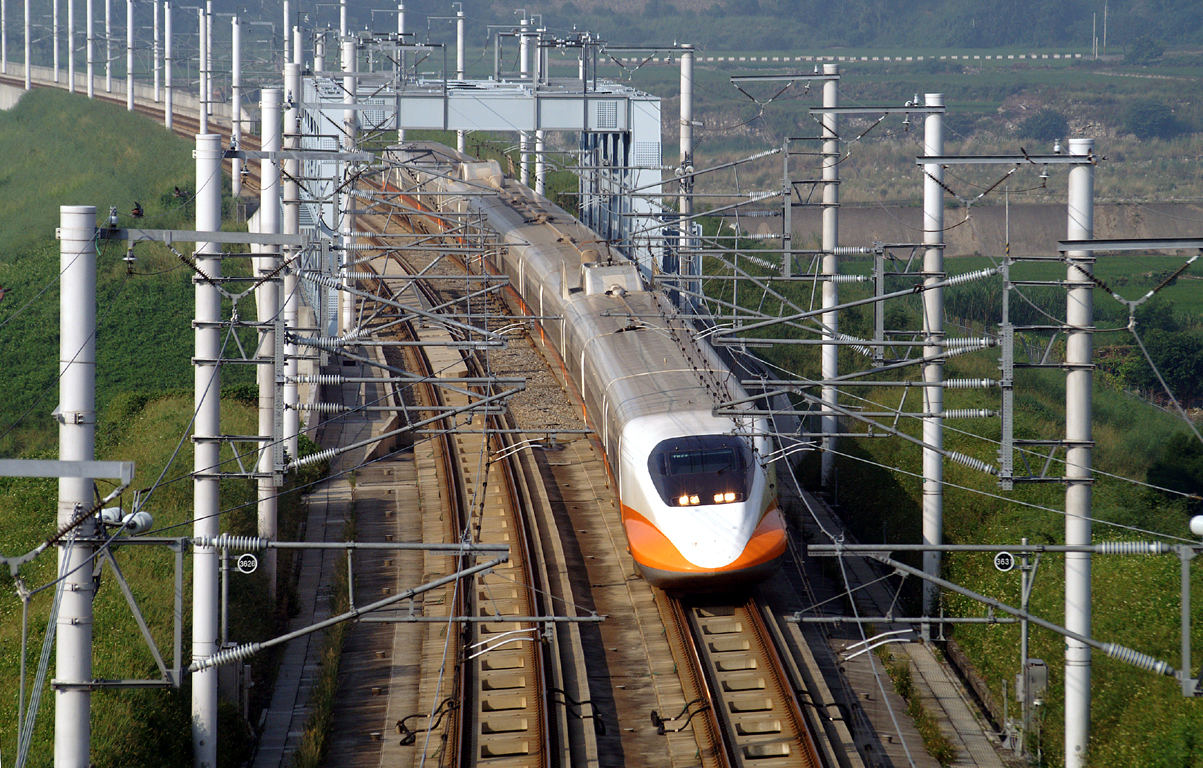
THSR in Shengang

Shengang ist ein ausgesprochener Verkehrsknotenpunkt. In Nord-Süd-Richtung verläuft die Autobahn 3 (Nationalstraße 3) durch Shengang und wird durch die in Ost-West-Richtung südlich des Dajia verlaufende Autobahn 4 (Nationalstraße 4) gekreuzt. Weiter westlich verläuft in Nord-Süd-Richtung die Trasse der Taiwanischen Hochgeschwindigkeitsbahn (THSR), die in Shengang allerdings keinen Halt aufweist (der nächste Halt befindet sich im südlichen Stadtbezirk Wuri).

## Besonderheiten
Im Bezirk Sanjiao befindet sich ein Landhaus aus dem Jahr 1866, die Xiaoyun-Bergvilla (筱雲山莊,  Xiǎoyún shānzhuāng ). Das Landhaus, das einst einer Familie taiwanischer Gelehrter gehörte, gilt als eines der wenigen gut erhaltenen Gutshäuser aus der Zeit der Qing-Dynastie in Taiwan. Das Anwesen war für seine ausgedehnte Bibliothek berühmt. Ein weiteres historisches Gebäude ist das Haus der Familie Lin (林宅,  Lín zhái ) aus dem Jahr 1875 im Ortsteil Shekou.

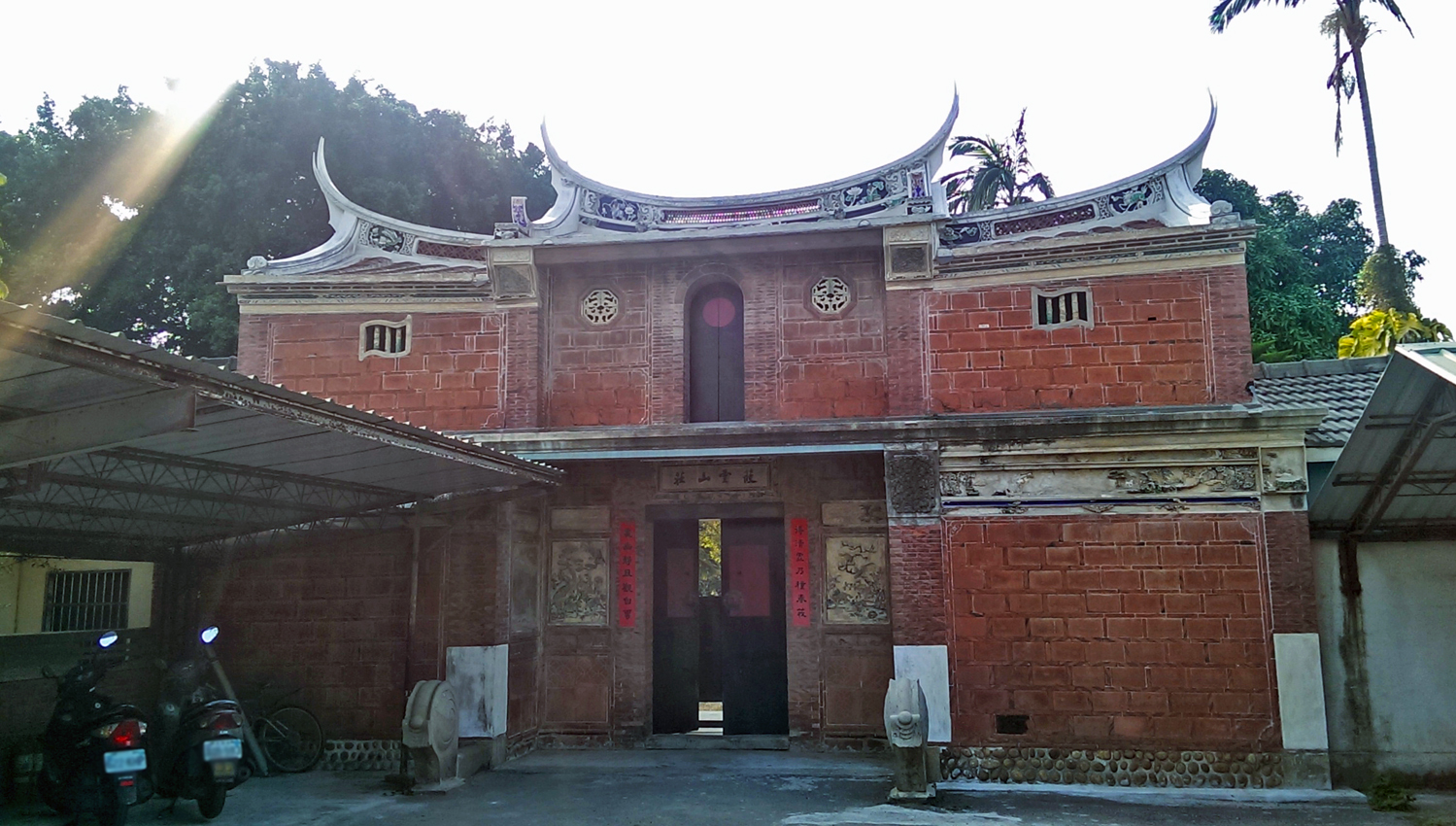
Xiaoyun-Bergvilla
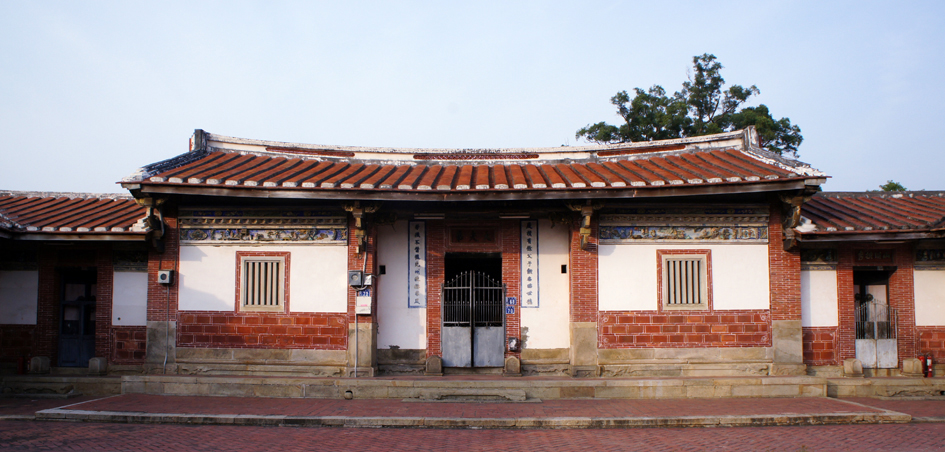
Lin-Landhaus